# Punta Limufuafua
La Punta Limufuafua es el punto más austral de la isla de Niue en la Polinesia, en el Océano Pacífico Sur. Se encuentra en el centro de la costa sur de dicha isla, al sureste del poblado de Vaiea y al suroeste de Hakupu. 
- Datos: Q16623359